# Silveira jordani
Silveira jordani is een insect uit de familie van de Psychopsidae, die tot de orde netvleugeligen (Neuroptera) behoort. 
Silveira jordani is voor het eerst wetenschappelijk beschreven door Kimmins in 1939.